# Grönstrupig mango
Grönstrupig mango (Anthracothorax viridigula) är en fågel i familjen kolibrier.

## Utbredning och systematik
Fågeln förekommer från nordöstra Venezuela till Guyanas högland och norra Brasilien. Den förekommer även på Trinidad. Den behandlas som monotypisk, det vill säga att den inte delas in i några underarter.

## Status
IUCN kategoriserar arten som livskraftig.